# Елькина, Альбина Петровна
Альби́на Петро́вна Е́лькина (укр. Альбіна Петрівна Єлькіна; 29 декабря 1932, Новокиевка, Дальневосточный край — 20 марта 2009, Запорожье), в девичестве Рутко́вская (укр. Рутковська) — советская украинская легкоатлетка, специалистка по метанию диска. Выступала за сборную СССР по лёгкой атлетике в 1950-х годах, многократная призёрка первенств всесоюзного и республиканского значения, участница летних Олимпийских игр в Мельбурне. Почётный мастер спорта СССР. Тренер по лёгкой атлетике, спортивный функционер.

## Биография
Альбина Рутковская родилась 29 декабря 1932 года в селе Новокиевка Мазановского района Амурской области.
Занималась лёгкой атлетикой в Виннице, окончила исторический факультет Винницкого государственного педагогического института (1955), и позднее в Запорожье. Выступала за Украинскую ССР, добровольные спортивные общества «Буревестник» (Винница) и «Авангард» (Запорожье), представляла спортивные клубы «Металлург» и «Запорожсталь».
Впервые заявила о себе на всесоюзном уровне в сезоне 1956 года, когда на чемпионате страны в рамках Первой летней Спартакиады народов СССР в Москве с результатом 49,42 завоевала серебряную медаль в метании диска, уступив только москвичке Нине Пономарёвой. Благодаря этому успешному выступлению удостоилась права защищать честь Советского Союза на летних Олимпийских играх в Мельбурне — здесь метнула диск на 48,20 метра, расположившись в итоговом протоколе соревнований на пятой строке.
В 1961 году на чемпионате СССР в Тбилиси с результатом 49,71 взяла бронзу.
В 1962 году на чемпионате СССР в Москве показала результат 51,70 и вновь стала бронзовой призёркой.
В сентябре 1963 года на международном турнире в Капфенберге установила свой личный рекорд в метании диска — 54,96 метра.
За выдающиеся спортивные достижения удостоена звания «Почётный мастер спорта СССР».
Впоследствии работала тренером в спортивном клубе при заводе Днепроспецсталь, занимала должность директора Школы высшего спортивного мастерства, была сотрудницей Центра олимпийской подготовки по лёгкой атлетике в Запорожье. Заслуженный тренер Украины.
Умерла 20 марта 2009 года в Запорожье в возрасте 76 лет.